# Benjamin de Souza Gomes
Benjamin de Souza Gomes (* 27. November 1911 in Ourinçangas, Bahia; † 17. November 1995) war ein brasilianischer Geistlicher und römisch-katholischer Bischof von Paranavaí.

## Leben
Benjamin de Souza Gomes empfing am 8. Dezember 1953 das Sakrament der  Priesterweihe.
Papst Paul VI. ernannte ihn am 11. März 1968 zum ersten Bischof des zwei Monate zuvor errichteten Bistums Paranavaí. Der Apostolische Nuntius in Brasilien, Erzbischof Sebastiano Baggio, spendete ihm am 9. Juni desselben Jahres die Bischofsweihe; Mitkonsekratoren waren der Koadjutorbischof von Sorocaba, José Melhado Campos, und der Bischof von Uberlândia, Almir Marques Ferreira. 
Am 12. Oktober 1985 nahm Papst Johannes Paul II. sein altersbedingtes Rücktrittsgesuch an.